# Benjamin Huntsman
Benjamin Huntsman, född 1704, död 1776, var en engelsk ståltillverkare.
Benjamin Huntsman var ursprungligen urmakare och leddes i sitt behov av homogent stål för urfjädrar med mera att omkring 1740 utveckla degelstålsprocessen.